# Julie Dreyfus
Julie Dreyfus (Paris, França. 24 de Janeiro de 1966) é uma atriz francesa. É filha do empresário e produtor musical francês Francis Dreyfus com a atriz Pascale Audret. Ficou bastante conhecida para o público por suas aparições nos filmes de Quentin Tarantino,  Kill Bill: Vol. 1 e Bastardos inglórios, nos quais ela interpreta Sofie Fatale e Francesca Mondino, respectivamente.[carece de fontes?]

## Filmografia
- 2009 Inglourious Basterds
- 2008 Vinyan
- 2008 Tôkyô!
- 2004 Kill Bill: Vol. 1
- 2002 Jean Moulin (TV)
- 2000 Bathory
- 1999 The Godson
- 1998 Legal Aliens
- 1995 A Feast at Midnight
- 1994 Rampo
- 1992 Toki rakujitsu